# USS Helena (SSN-725)
| «Гелена»                   | «Гелена»                                            | «Гелена»                                            |
| -------------------------- | --------------------------------------------------- | --------------------------------------------------- |
| USS Helena (SSN-725)       |                                                     |                                                     |
|                            |                                                     |                                                     |
|                            |                                                     |                                                     |
| Порт приписки              | Норфолк, штат Вірджинія                             | Норфолк, штат Вірджинія                             |
| Спуск на воду              | 28 червня 1986 року                                 | 28 червня 1986 року                                 |
| Сучасний статус            | в активній службі                                   | в активній службі                                   |
| Проєкт                     |                                                     |                                                     |
| Тип ПЧ                     | USS                                                 | USS                                                 |
| Головний конструктор       | General Dynamics Electric Boat                      | General Dynamics Electric Boat                      |
| Основні характеристики     |                                                     |                                                     |
| Швидкість (надводна)       | 25 вузлів                                           | 25 вузлів                                           |
| Швидкість (підводна)       | 30 вузлів                                           | 30 вузлів                                           |
| Гранична глибина занурення | 450 метрів                                          | 450 метрів                                          |
| Екіпаж                     | 12 офицерів, 98 матросів.                           | 12 офицерів, 98 матросів.                           |
| Розміри                    |                                                     |                                                     |
| Довжина найбільша (по КВЛ) | 110,3 м                                             | 110,3 м                                             |
| Ширина корпусу найб.       | 10 м                                                | 10 м                                                |
| Середня осадка (по КВЛ)    | 9,4 м                                               | 9,4 м                                               |
| Водотоннажність надводна   | 5901 тонна                                          | 5901 тонна                                          |
| Силова установка           |                                                     |                                                     |
| Парова турбіна (ядерна)    |                                                     |                                                     |
| Озброєння                  |                                                     |                                                     |
| Торпедно- мінне озброєння  | 4 × 21 в (533 мм) торпедні апарати.                 | 4 × 21 в (533 мм) торпедні апарати.                 |
| Ракетне озброєння          | 10 х Mark 48 ADCAP, ракети Томагавк, ракети Гарпун. | 10 х Mark 48 ADCAP, ракети Томагавк, ракети Гарпун. |

«Гелена» (англ. USS Helena (SSN-725)) — багатоцільовий атомний підводний човен, є 38 в серії з 62 підводних човнів типу «Лос-Анджелес», побудованих для ВМС США. Він став четвертим кораблем ВМС США, названим на честь міста Гелена адміністративного центру штату Монтана. Призначений для боротьби з підводними човнами і надводними кораблями противника, а також для ведення розвідувальних дій, спеціальних операцій, перекидання спецпідрозділів, нанесення ударів, мінування, пошуково-рятувальних операцій.

## Будівництво
Контракт на будівництво був підписаний 19 квітня 1982 року з американською корабельнею Electric Boat підрозділу корпорацій General Dynamics у місті Гротон, штат Коннектикут. Закладка кіля відбулася 28 березня 1985 року. Церемонія спуску на воду і хрещення відбулася 28 червня 1986 року. Хрещеною матір'ю стала Жан Бьюзі. Церемонія введення в експлуатацію відбулася 11 липня 1986 року. Першим портом приписки став Перл-Гарбор, Гаваї, куди човен прибув восени 1988 року. З 23 квітня 1999 року портом приписки став Сан-Дієго, штат Каліфорнія. З 15 червня 2011 року портом приписки є Норфолк, штат Вірджинія.

## Служба
У вересні 1989 року покинув порт приписки Перл-Харбор для свого першого шестимісячного розгортання в західній частині Тихого океану.

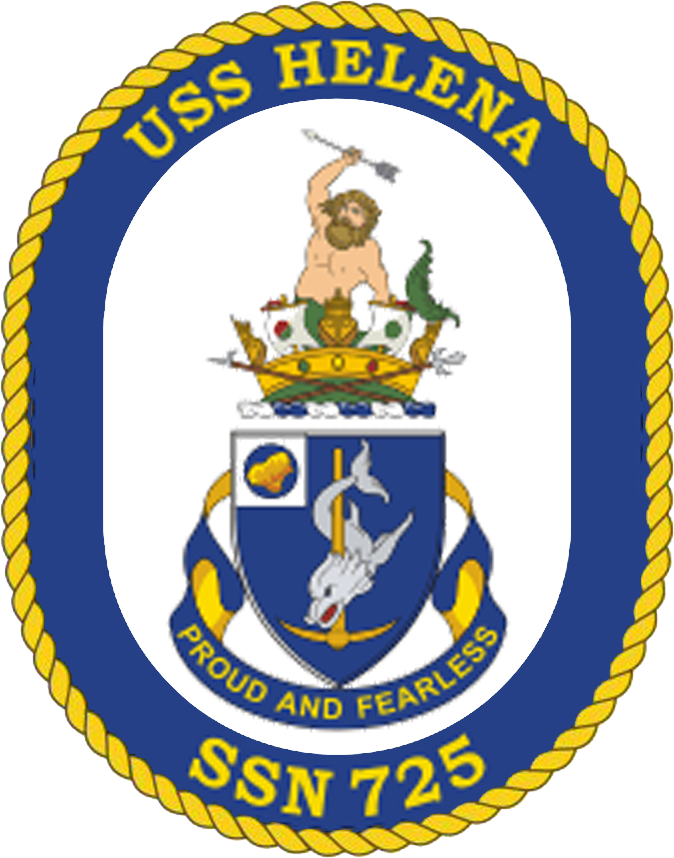
Емблема човна

У 1993 році був розгорнутий в Перській затоці, ставши першим підводним човном США розгорнутим в даному регіоні. У квітні 1994 року повернувся до Перл-Гарбора. У травні взяв участь в навчаннях «RIMPAC 94».
26 лютого 1998 прибув в сухий док військово-морської верфі в Портсмуті для проходження модернізації протягом 12-ти місяців.
27 лютого 2009 року покинув порт приписки для участі в навчаннях «Ice Exercise 2009» разом з USS Annapolis (SSN-760) в Північному Льодовитому океані. Метою навчань було перевірити працездатність підводних човнів та здатність до ведення війни в арктичних умовах. 2 вересня прибув в Портсмут на військово-морську верф у Кіттері, штат Мен, для технічного обслуговування протягом 18 місяців. 20 травня 2011 року покинула Мен після завершення ремонту.
У квітня 2013 року покинув Норфолк для запланованого розгортання на Близькому Сході, з якого повернулася 15 жовтня пройшовши за цей час більше 50000 морських миль.
15 листопада 2014 року покинув порт приписки для запланованого розгортання в зоні відповідальності 5-го і 6-го флоту США, з якого повернувся 15 травня 2015 року пройшовши більш 38500 морських миль.
21 травня 2015 прибув в сухий док військово-морської верфі в Портсмуті, штат Вірджинія, для проходження чотиримісячного докового ремонту. 24 листопада повернулася в порт приписки, після завершення морських випробувань.
За повідомленням від 29 вересня 2016 року Newport News Shipbuilding отримала контракт вартістю 17,7 млн доларів США на виконання робіт, пов'язаних з плануванням робіт для технічного обслуговування і модернізації на підводному човні, які були завершені в жовтні 2017 року.
У лютому 2017 року покинув порт приписки Норфолк для запланованого розгортання в зоні відповідальності 6-го флоту США. З 8 по 26 травня човен взяв участь в протичовникових навчаннях НАТО «EASTLANT 17», які проходили в Норвезькому морі. 4 червня прибув в порт Брест, Франція, в зв'язку з 73-ми роковинами висадки в Нормандії.